# 迈克尔·霍金斯
史蒂文·迈克尔·霍金斯（英語：Steven Michael Hawkins，1972年10月28日—），美国NBA联盟前职业篮球运动员。